# Cetatea dacică de la Bocșa
Este o fortificație dacică situată pe teritoriul României.